# Vilar de Amargo
Vilar de Amargo era una freguesia portuguesa del municipio de Figueira de Castelo Rodrigo, distrito de Guarda.

## Historia
En el catálogo de iglesias de 1321, Vilar de Amargo pertenecía al obispado de Ciudad Rodrigo, hasta que en 1403 fue trasferida al nuevo obispado de Lamego. En 1770 vuelve a cambiar de obispado, esta vez al de Pinhel. Más tarde, en 1821 la localidad se integró en el municipio de Almendra, y un año después, por extinción del obispado de Pinhel, pasó al obispado de Guarda.
Fue suprimida el 28 de enero de 2013, en aplicación de una resolución de la Asamblea de la República portuguesa promulgada el 16 de enero de 2013 al unirse con las freguesias de Algodres y Vale de Afonsinho, formando la nueva freguesia de Algodres, Vale de Afonsinho e Vilar de Amargo.

## Patrimonio cultural
Según el SIPA (Sistema de Informação para o Património Arquitetónico portugués), en la localidad y sus alrededores se encuentran seis bienes patrimoniales:
- Ermita del Señor de la Misericordia o de Santa Cruz: de estilo manierista, probablemente construida en el siglo XVII. En las décadas de 1950 y 60 fue decorada con pinturas atribuidas a Luís Pinto-Coelho.
- Ermita de los Santos Mártires: del siglo XVII, está adosada a una torre o atalaya militar medieval que hace las veces de torre del reloj y campanario. Esta torre de comunicaciones fue contemporánea de las de Algodres, Castelo de Monforte, Castelo Rodrigo, Torre de Escalhão, Freixeda do Torrão y Mata de Lobos, con las que se comunicaba. Durante la guerra de la independencia volvió a ser utilizada como fortaleza militar. En 1678, con la llegada de las reliquias de los santos Eugenio y Augusto, se celebró en la ermita la primera fiesta en su honor. Posteriormente, las reliquias y un cáliz fueron trasladados a la iglesia parroquial. Algunas referencias de 1758 llaman a esta ermita como la de San Sebastián. En 1810 las tropas napoleónicas robaron elementos litúrgicos de la ermita. El reloj de la torre es de 1976, y dos años después se celebró el tercer centenario de la llegada de las reliquias.
- Casa en la calle Padre Barros e Brito: casa manuelina de la primera mitad del siglo XVI, en la que se aprovecharon elementos del siglo anterior, y donde se supone que vivió el abad João de Barros e Brito (1652 - 1690). La calle se llama en honor a este abad, quien trajo las reliquias de los santos desde Roma en 1678. Fue llamado para imponer los sacramentos a un moribundo en la ermita de los Santos Mártires y al llegar se encontró con varios hombres armados que le obligaron a confesar a una señora en el interior, tras lo cual la asesinaron. Esta señora fue enterrada dentro de la ermita. El abad viajó a Roma a contar lo sucedido al papa Inocencio XI, quien le dio las reliquias de los santos y un cáliz de gran valor.
- Casas de estilo manuelino del siglo XVI
- Fuente de la Pereira: de granito, probablemente de los siglos XVI o XVII.
- Iglesia de San Miguel Arcángel: de estilos gótico, manierista y barroco. Se tiene constancia de que el edificio original fue levantado en el siglo XIII. En el siglo XVI se acometieron obras de ampliación, como la doble fachada, el campanario y los retablos. Desde 1758 tiene la advocación de San Miguel Arcángel. En 1810 fue saqueada por las tropas napoleónicas, quienes robaron el cáliz traído por el abad en 1678.

monumentos
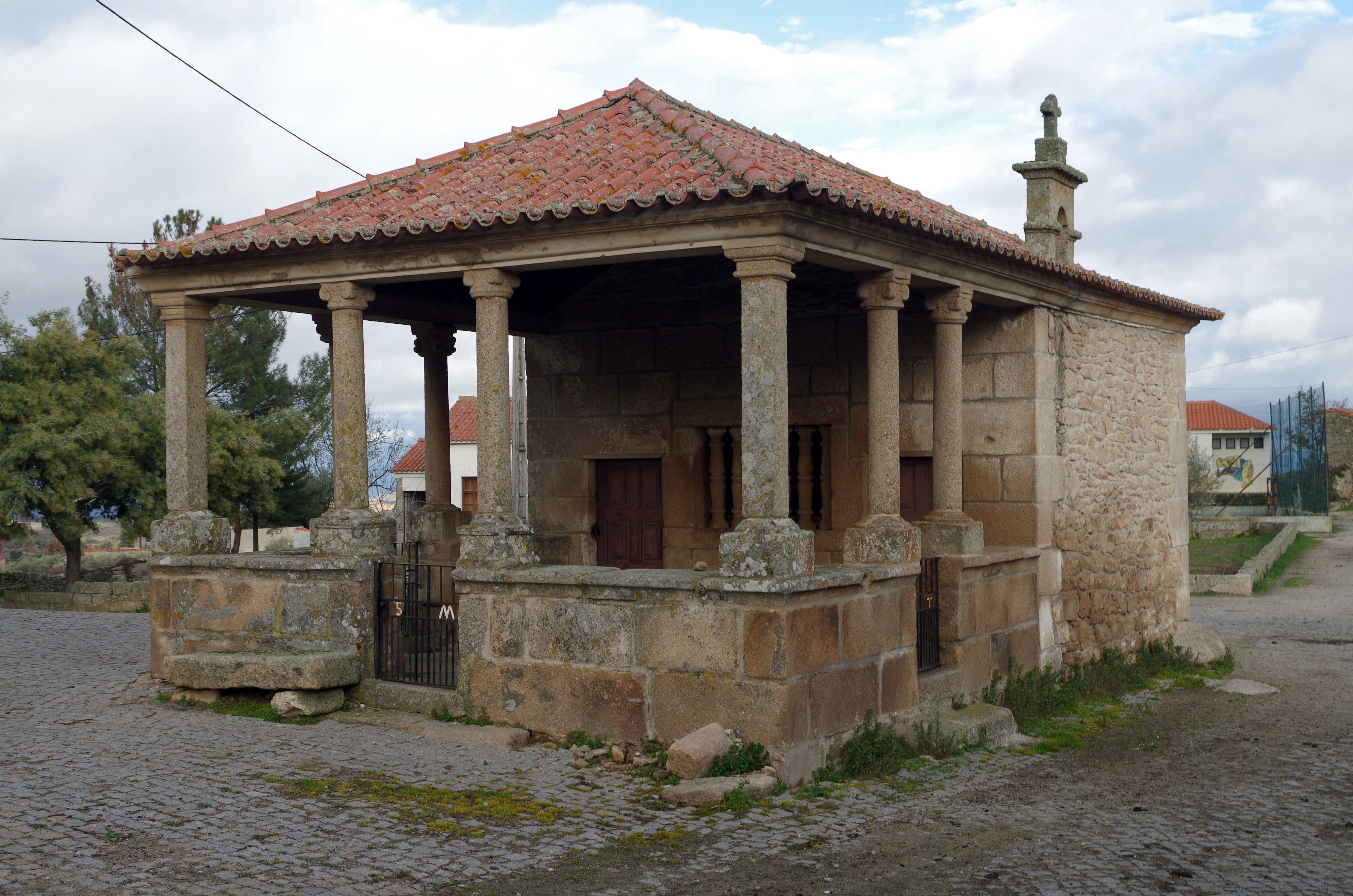
Ermita del Señor de la Misericordia
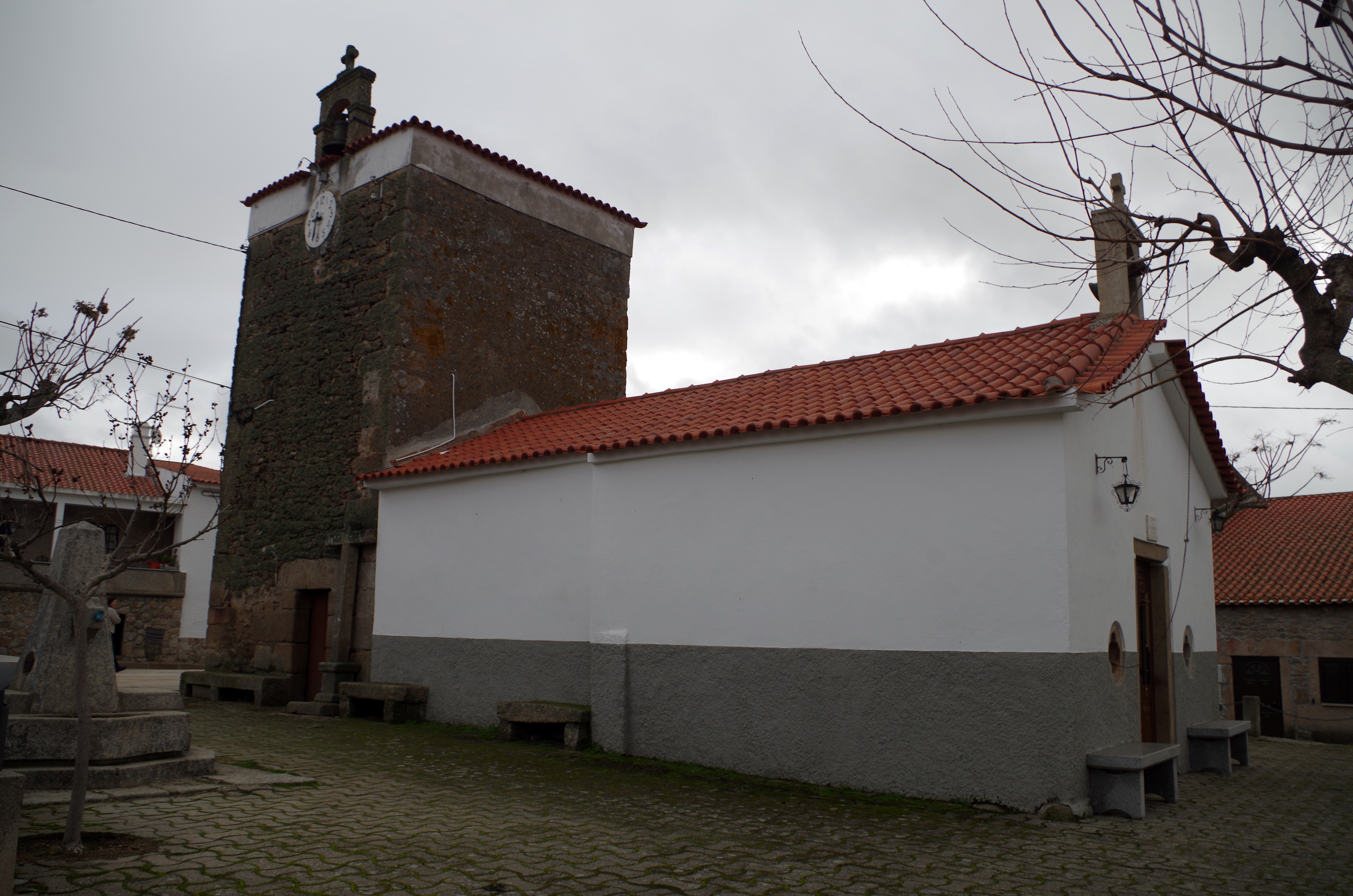
Ermita de los Santos Mártires
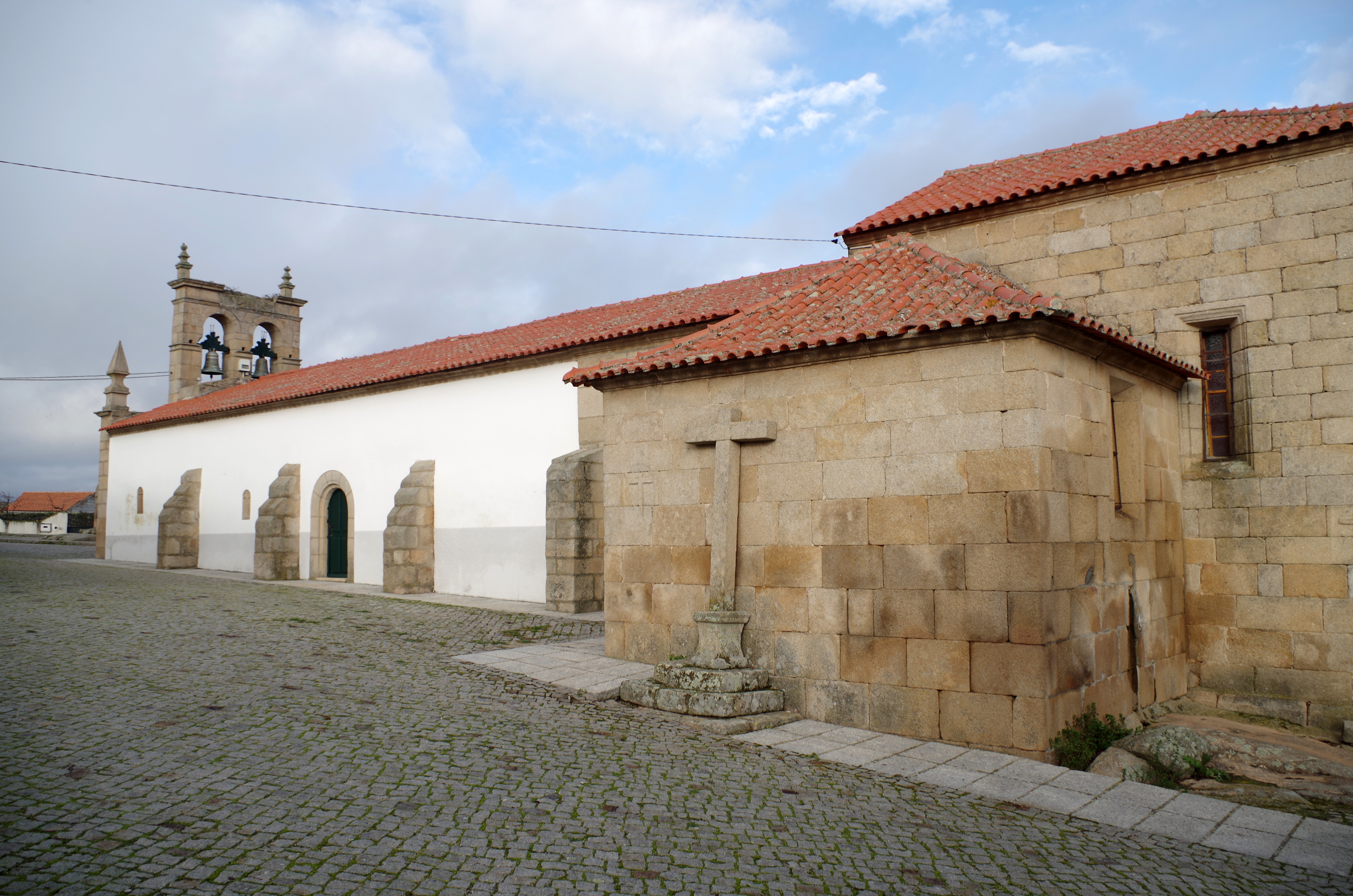
Iglesia parroquial de San Miguel Arcángel